# Macaca cyclopis
Macaca cyclopis (Макака тайванський) — вид приматів з роду Макака (Macaca) родини Мавпові (Cercopithecidae).

## Опис
Середнього розміру. Має м'яке, від темно-сірого до коричневого кольору хутро, яке сивішає взимку і набуває оливково-коричневого відтінку влітку. Голе лице лососево-рожеве і включає в себе великі защічні мішки, які використовуються для перевезення їжі. Довжина голови й тіла самців: 45-54 см, самиць: 36-45 см, довжина хвоста самців: 36-45 см, самиць: 38-40 см, вага самців: 6-9 кг, самиць: 4-6 кг.

## Поширення
Ендемік острова Тайвань і введений у Японію. Основне середовище проживання виду це широколисті вічнозелені ліси. Також мешкає у змішаних широколистяно-хвойних лісах, хвойних лісах і бамбукових лісах. Проживає на висоті від рівня моря до 3600 м, хоча найчастіше зустрічається в широколистяних лісах на 1000-1500 м над рівнем моря. 

## Поведінка
Свого часу вид був знайдений у великих групах до 100, в останні роки середній розмір групи став набагато менший (як правило, 2-10), внаслідок антропогенного впливу. Це наземний і деревний вид, денний, харчується фруктами, листям, ягодами, насінням, комахами і дрібними хребетними. Народження відбувається в період з лютого по серпень, з піком протягом квітня і червня. Самиці вперше народжують в 4 або 5 років. Вагітність триває близько 165 днів. Догляд триває близько року.

## Загрози та охорона
Немає великих загроз. Цей вид включений до списку Додаток II СІТЕС. Зустрічається в 5 національних парках і 12 заповідниках і 11 великих місцях проживання диких тварин.